# Saint-Médard-la-Rochette
Saint-Médard-la-Rochette ist eine Gemeinde im Zentralmassiv in Frankreich. Sie gehört zur Region Nouvelle-Aquitaine, zum Département Creuse, zum Arrondissement Aubusson und zum Kanton Gouzon. 

## Geographie
Sie grenzt im Westen an Ars, im Nordwesten an Saint-Martial-le-Mont, im Norden an Issoudun-Létrieix, im Osten an Puy-Malsignat, im Südosten an Saint-Maixant, im Süden an Alleyrat und im Südwesten an Blessac. Die Creuse durchfließt die westliche Seite der Gemeindemarkung. Die Siedlungen innerhalb von Saint-Médard-la-Rochette heißen Bourg, Ceyvat, Chabaneix, Courcelles, Du Pont, La Chave, La Chirade, La Rochemouron, La Vignole, Le Puy-Mercier, Liorex, Luche, Meillard, Maneyraux, Moulin-de-la-Chave, Praredon, Puy-Livat, Satagnat und Serras.

## Bevölkerungsentwicklung
| Jahr      | 1962 | 1968 | 1975 | 1982 | 1990 | 1999 | 2008 | 2018 |
| --------- | ---- | ---- | ---- | ---- | ---- | ---- | ---- | ---- |
| Einwohner | 961  | 881  | 781  | 691  | 626  | 608  | 574  | 575  |

## Sehenswürdigkeiten
- Kirche Saint-Médard, seit 1969 ein Monument historique
- Kapelle

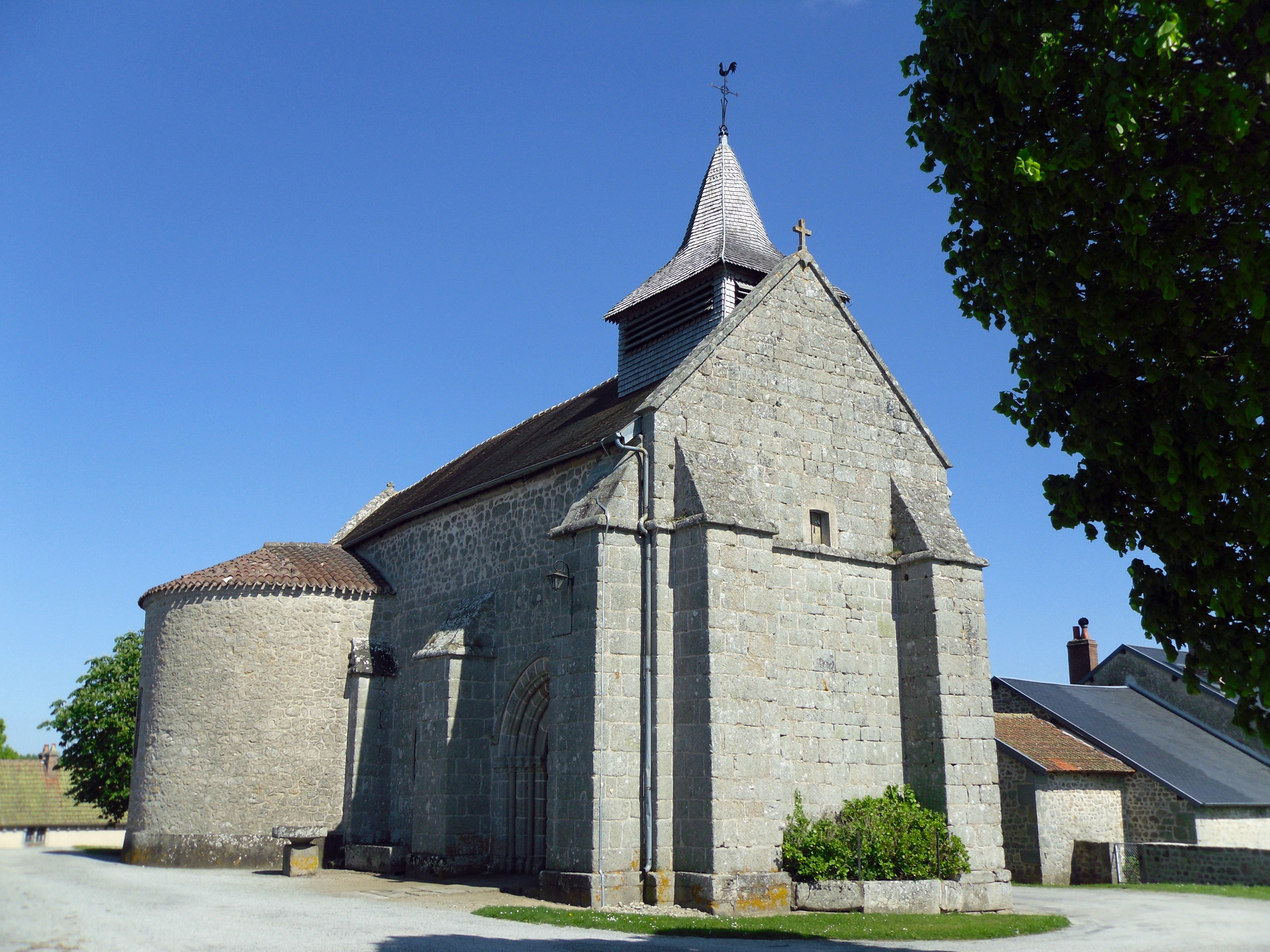
Kirche Saint-Médard
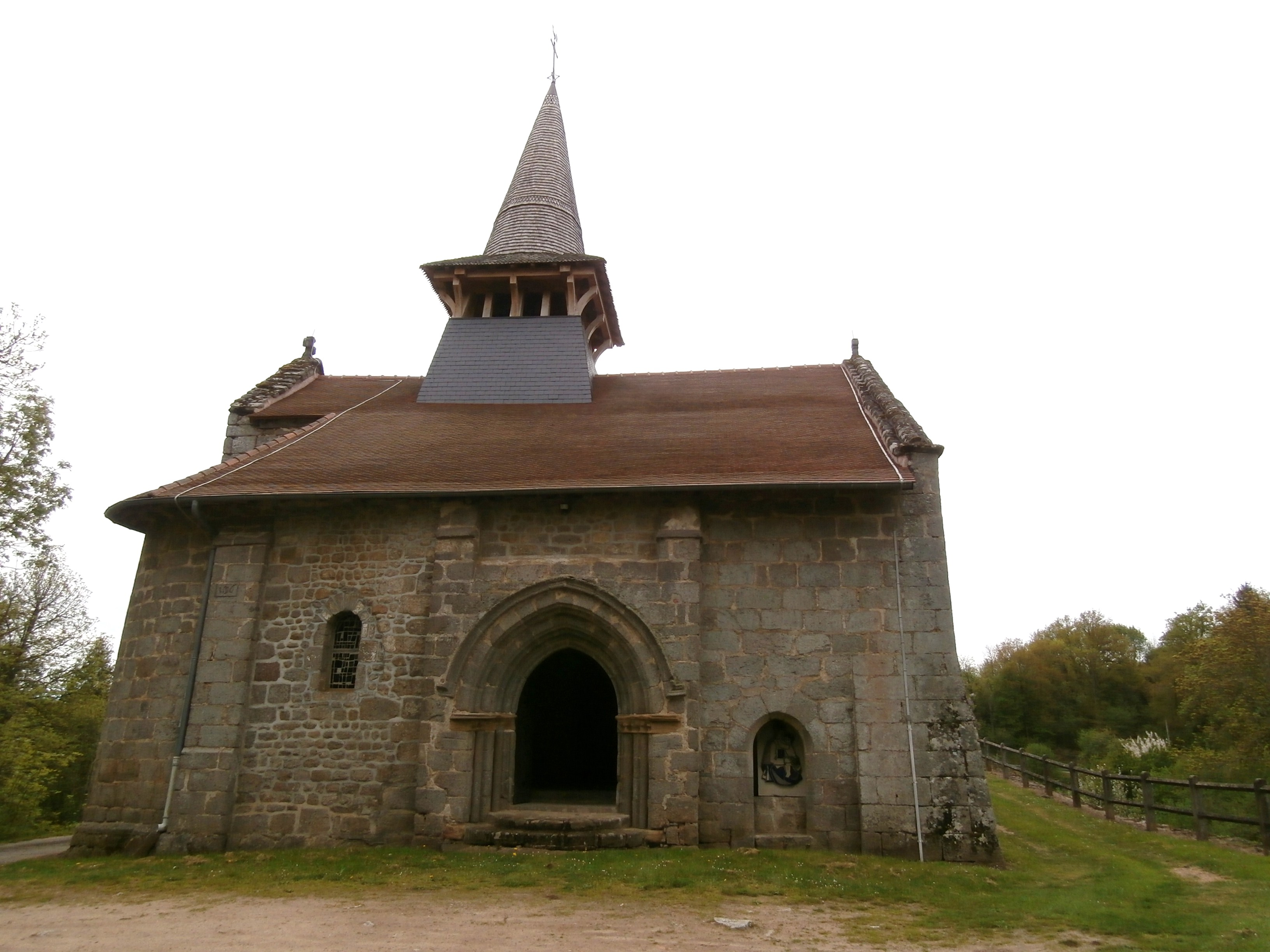
Kapelle